# Антропологични и генетични проучвания на прабългарите
Антропологичните и генетични проучвания на прабългарите целят да бъде изяснен произхода на прабългарите. Съгласно наложилата се през 20 век теория за туранския произход на прабългарите, те са формирани като самостоятелен древнотюркски огуроезичен народ, сроден на хуни, авари и хазари, около средата на 2 век в Средна Азия чрез смесване на прототюрки, останки от хуно-алтайски, угърски и сарматски племена. Тя е поддържана от Геза Фехер, Веселин Бешевлиев, Иван Шишманов, Стефан Младенов, Васил Гюзелев, Димитър Ангелов, Петър Петров, Лев Гумильов, Арист Куник, Николай Карамзин, Вилхелм Томашек, Владимир Генинг, Алфред Халиков и др. Следва да се отбележи и същественото допълнение на американския тюрколог Омелян Прицак, че прабългарите се откъсват от туранската етническа общност, далеч преди тя да се обособи в VІІІ – ІХ век като тюркско-алтайска.
Според Валтер Пол племената на Евразийските степи не са били етнически хомогенни и често са съюзи на множество племенни групи. Ерик Хобсбаум смята, че езикът им е почти винаги изкуствено наложена конструкция, като властващите елити, а не етно-лингвистичните особености на масите, са определяли езика на новите степни общности. Питър Голдън отбелязва също, че тюрко-монголските племена в Централна Азия, още от първото хилядолетие преди новата ера са имали контакти със скито-сарматите индоевропейци и са се смесвали с тях. Тези смесени племена са разглеждани от Голдън, като предци на носителите на огурските езици, към които се причислява и прабългарския език. Според Голдън, тюркските народи от Централна Азия имат комплексен произход и са смес от различни степни племенни групи.

## Антропологични анализи
Според Рашо Рашев прабългарите са продукт от смесването на три етно-лингвистични групи: иранска, угърска и тюркска. Формирането им се извършило в рамките на хунския племенен съюз преди 375 г., през II – IV в., когато те се обособяват от хуните. Симбиозата между трите племенни групи се осъществява в степната и лесостепната област между Алтай и Урал. Етногенетичният процес завършва през V – VI век с присъединяване на ираноезично население от източноевропейските степи и на нови угърски групи от Азия. Обединяващото звено и през двата етногенетични етапа е било тюркско. През VII век под името „българи“ тези групи окончателно се сливат в степната зона на Източна Европа. Тези етногенетични теории се подкрепят от антропологични особености на част от анализираните скелетни останки, както и от някои запазени изображения, на които се виждат някои туранидни черти. Такъв е например образът на победоносен конник запечатан на кана № 2 от златното съкровище от Наги сент Миклош. Пример за това е и възстановката по черепа на ичургубоила Мостич. Сходен вид има и намерена в Плиска каменна глава, изобразяваща войн с леко изразени азиатски черти. Такива черти има и изображението на плочката от Евксиноград, на която се вижда войн, облечен с кафтан и плитка на главата. Подобно е положението с намерения скелетен материал, еднозначно определен като прабългарски, като в него европеидните черти някъде са примесени с монголоидни белези. Същевременно, при някои от находките, монголодни белези липсват. Палеоантропологичните находки от всички некрополи в Поволжието, Украйна и Молдова, които са приписвани на прабългари, свидетелстват за сложни етнообразуващи процеси. Във всички погребални обекти могат да бъдат проследени антропологичните типове, намерени в некропола край село Иличовка, в района на Донецк. Това са предимно брахиокранични европеиди с леко изразени монголоидни примеси. Така например в некрополите във Волжка България са установени три типа скелети с различна, но ниска степен на монголоидност, която чувствително се засилва след татарското нашествие. Носителите на монголоидните елементи са основно представени в мъжката част от находките, докато женските находки са по-изразена европеидност. В изследвани гробове в Североизточна България и Южна Румъния се разкриват различни соматични типове, включително средиземноморски и по-рядко типове с изразени източноазиатски антропологични белези. Въпреки морфологичното сходство в находките на прабългарските погребения, в различните региони където са открити, има осезаемо антропологично въздействие от смесване с местното население върху открития скелетен материал. В Поволжието влиянията са угро-фински и пратюркски, в Украйна са сармато-алански, в Молдова са славянско-нордически, а в България и Румъния са от смесен тип – нордически и понтийски. В част от черепите има следи от изкуствена деформация и тарапанация, която се предполага, че е резултат от шаманистки практики. В някои некрополи, изкуствената деформация е представена при около 80% от черепите. Според Ото Менхен-Хелфен и Рашо Рашев, изкуствената деформация на черепа, и други видове погребални находки в прабългарски гробове, са подобни на тези на сарматизирани тюрки или тюркизирани сармати от погребения, разкрити в Причерноморската степ.

## Генетични анализи
Описаната комплексна етногенетична теория се подкрепя и от генетични тестове. Според тях носителите на културата „ямна“, които на практика са протоиндоевропейците, се разселват от Понтийско-Каспийската степ през 4-то хилядолетие пр.н.е., достигайки постепенно и до границите на Източен Сибир. Впоследствие, през първото хилядолетие пр.н.е., индоевропейците губят технологичните си предимства, свързани с откриването на колелото и опитомяването на коня, като в Сибир и Централна Азия, посоката на миграцията се обръща. Така те отстъпват мястото си на други конници от Източна Азия, носители на монголоидни гени, които са въоръжени по-добре, а самите индоевропейци там постепенно са изтласкани и избивани, като са претопени и изчезват в новите миграционни вълни на източноазиатските номади. Скелетни останки от Казахстан (Централна Азия), разкопани от различни места, които са датирани между 15 век преди новата ера и 5 век след новата ера, са изследвани генетично. Разпределението на източно и западноевразийски гени през периода в региона съответства с наличната археологическа информация. През периода от 13 до 7 век преди н.е., всички проби принадлежат на западноевразийски хаплогрупи, а по-късните свидетелстват за пристигането на носители на източноазиатски такива, които съжителстват с носителите на предходния генетичен субстрат и се смесват с него.
Генетични тестове на таримските мумии също насочват за смесен произход, предимно европеиден по бащина линия и за предимно сибирски по майчина. Генетични тестове на древна мтДНК от хунски некропол в Бавария, Германия, говорят за хора от смесен антропологичен тип и произход. Генетичен анализ на скелет в хунски некропол в Унгария, разкрива централноазиатски хаплогрупи, които почти не се срещат днес в Европа. Анализи по женска линия на останки от хазари, открити в Унгария, които са датирани от 10 век, показват също както източноазиатски, така и западноевразийски хаплогрупи. Изследвани по майчина линия останки на кумани, открити в Унгария, показват, че те са се били смесили с носители на западноевразийски генетични хаплогрупи, далеч преди да достигнат до Централна Европа. Така от шест скелета са извлечени женски хаплогрупи, като само една е източноазиатска, а останалите западноевразийски. Същевременно в изследването се отбелязва, че 5 от 6-те скелета, носят монголоидни белези.
Редица изследователи свързват населението от Салтово-маяцката археологическа култура с аланите, прабългарите и хазарите. При тестове на останки от погребения на такова население в Русия са разкрити мъжки хаплогрупи, част от които имат западноевразийски произход, а други са със сибирски такъв, като например G2, R1а, R1b и N1c. Някои от антропологичните параметри на изследваните индивиди имат източноазиатски антропометрични характеристики, докато при тестване, техните мъжки хаплогрупи са показали западноевразийски произход. Според изследвания на древна ДНК извършени на скитски кости от Пазърък, Алтай, скитите там са били носители, както на западноевразийски, така и на източноазиатски и сибирски хаплогрупи, а междурасовите контакти започват през 5 век пр.н.е., докогато планината е била бариера за междурасови контакти. Според друго изследване скитите произхождат от носителите на т.нар. Ямна култура и се разселват както на запад към Европа, така и на Изток в Централна Азия и Южен Сибир. Поради голямата си мобилност като ездачи, с което превъзхождат завареното население, те заемат обширни територии. Според изследването, скитите се разделят на източни и западни, като при заселването си се смесват с местно население. На изток това са главно носители на източноазиатско ДНК, но между двете групи има не само културен обмен, но и генетичен. Западните скити също имат източноазиатска генетична връзка, но тя е по-слаба. Според изследването източноазиатското ДНК при западните скити се засилва най-много през железния период, много преди идването на тюркските народности в ранното средновековие.
Явно е че, миграционните вълни на източноазиатските номади към Европа, водят до смесването им със завареното по пътя западноевразийско население и до тяхната постепенна трансформация, като след пристигането им в Европа, те са генетично асимилирани и напълно изчезват. Генетичните тестове на съвременните тюркоезичните народи в Евразия потвърждават тази теза, като резултатите им варират в широки граници. Тези от тях живеещи в Европа, почти напълно се припокриват генетично със съседните европейски народи, докато в Далечния изток се стига до почти пълното им сходство със съседните източноазиатски народи. Така турците в Анатолия са близки с арменците и грузинците, туркмените в Централна Азия имат сходно ДНК с това на съседните иранци, тюркоезичните ногайски татари в Кавказ са близки генетично с чеченците, говорещи кавказки език, а тюркоезичните чуваши са доста близки генетично със славяноезичните руснаци в региона на Южен Урал и Поволжието. Тюркоезичните гагаузи, мигрирали от българските земи в днешна Украйна през 18 век, са генетично близки с българите, което доказва техния балкански произход. Българите са разположени на генетичната карта на Европа близо до своите географски съседи: македонци, румънци, гърци, сърби, албанци и т.н. Същевременно турците от Анатолия са доста по-отдалечени генетично от българите, отколкото другите им балкански съседи, което се дължи вероятно на ролята на географска бариера, която са изиграли Проливите, докато балканските турци са по-сходни генетично с българите, макар и не колкото православните тюркоезични гагаузи, което вероятно се дължи на съществените културни различия между двата народа, които са възпрепятствали смесените бракове.
Според автозомен атлас на генетичните смешения от 2014 г. българите са носители на 2% централнооазиатска ДНК, привнесена от районите на Монголия и Южен Сибир в региона на Балканите през 9 век, което вероятно кореспондира с претопяването на прабългарите в завареното население. Според същия анализ чувашите, които също претендират прабългарска връзка са носители на 9% източноазиатска ДНК, която е примесена на 3 пъти през различни времеви интервали, като приноса през 9 век е обвързан от авторите със създаването на Волжка България и примесването на прабългарите и завареното население. Присъствието на тези източноазиатски компоненти в Източна Европа е преценено като последица на преселението на малки групи азиатски номади през Средновековието. Според друго изследване монголоидният компонент сред южните славяни се формира основно по време миграцията на степните народи през Средните векове, като хуни, авари, прабългари, монголи и др. Дори и волжките татари, които са други претенденти за прабългарска връзка, са като цяло генетично близки до източноевропейските популации. Въпреки това, те притежават и някои характеристики на източноазиатските такива, като някои специфики в техните левкоцитни антигени, ги поставят в близост едновременно до чувашите и българите, като тази връзка вероятно е наследство от прабългарите. В тази връзка, някои учени предполагат, че генетичния принос на прабългарите в тези региони е бил символичен и на практика е трудно установим.
Според Атласа, при българите, останалите генетични компоненти са над 40% балто-славянски, като периода на примесването се определя на 500 – 950 г. От данните се предполага, че от този примес 46% е подобен на беларусите, 23% на литовците и 19% на поляците. Останалите над 55% генетични компоненти у българите са предимно източносредиземноморски. Те са основно гръцко, кипърско и левантинско-подобни. Въпреки че българите са част от славянската етнолингвистична група, те както и повечето други южни славяни се характеризират с преобладаващ генетичен субстрат, който е различен от този на западните и източните славяни. Този феномен се обяснява с езиковата асимилиация на завареното балканско население от средновековните славянски заселници.
Според автозомно генетично изследване от 2015 г. адресирано към генетичния произход на тюрките, обхванало лица от 22 отделни групи тюркоезично население, които представят напълно тяхното настоящо географско разпространение, в съгласие с приетия модел, според който, при тюркската експанзия, елитът е предизвикал по места подмяна на езика на подчиненото местно население, е потвърдено, че повечето от тюркоезичните народи генетично наподобяват своите географски съседи. Въпреки това, дори западните тюркски народи от Източна Европа, включени в извадката, показват наличие на специфични хромозомни частици, които са идентични по произход (IBD) с населението от днешен Южен Сибир и Монголия Това са области, които историците сочат като евентуален център на серията преселения, на различни тюркски степни племенни групи през средновековието. Наличие на такива частици се наблюдава също и в нетюркски популации в Западна Евразия, но тюркските народи демонстрират по-висок процент на наличие на такива частици и с по-голяма дължина в сравнение с техните нетюркски съседи. Използван е и метод за подразбиране на периода на примесване на тези частици в местното население, който е установен, че обхваща интервала от 9 до 17 век, който се припокрива с тюркските миграции, станали през периода между 5 и 16 век. По този начин, резултатите доказват наличието на специфична генетична добавка сред тюркските народи, както и периода на неотдавнашното примесване и споделяне на родословието на предците им със заверените местни популации, което подкрепя теорията, че прародината на тюркските народи е Монголия и Южен Сибир. Такива IBD частици са установени както в Източна Европа, така и на Балканите, включително и в България.
Съгласно изследване на мтДНК на стари кости, открити в Северна Добруджа от румънски археолози, публикувано през 2018 г., същите са датирани с радиовъглероден анализ. Датировката препраща към 10 век, когато регионът е под контрола на Първата българска държава. Костите са от крепостта Капидава, като женските линии са както от западноевразийски, така и от централноазиатски произход. Според авторите изследването поставя Капидава в генетичен пейзаж, доминиран от тюркски влияния. Генетичния афинитет към Централна Азия е по-ясно илюстриран от митохондриалните данни с висока резолюция. Част от тях свързват останките от добруджанския некропол с двама съвременни индивиди, единият принадлежащ към етническата група тубалари в Алтай, а другият е киргиз.
През 2019 г. е пуликувано изследване на Y-хромозомни хаплогрупи от хуни, авари и други представители на маджарския елит от периода на номадските преселения през средновековието извлечени от погребения от Карпатския басейн. Извлечени са Y-хромозомни хаплогрупи и автозомни локуси, подходящи за установяване на биогеографско потекло от 49 индивида, за които се предполага, че представляват военния елит на тогавашната върхушка. Хаплогрупите от хунската епоха са в съответствие с родословието на хунну и на европейските хуни. Повечето индивиди от аварската епоха носят източно-евразийски Y-хаплогрупи, характерни за съвременните североизточни сибирски и бурятски популации, а техните автозомни локуси показват предимно несмесени източноазиатски характеристики. За разлика от тях маджарите изглеждат събрано население, включващо несмесени европейски, азиатски и смесени евроазиатски компоненти. Техните разнообразни майчински ДНК линии показват подобен предполагаем филогеографски произход на мъже и жени, извлечени от източници от Централна Азия, Европа и от Понтийската птеп. Популационният генетичен анализ показва, че завоевателите имат най-тясна връзка с оногурските прабългарски предци на днешните волжки татари. Около 20% от Y-ДНК пробите са с източноазиатски характеристики, 45% са със западноевразийски, 14% могат да се класифицират като северноевропейски, и по 10% са с кавказки и евразийски произход в широкия смисъл на тези понятия.
Също през 2019 г. е публикувано изследване на останки от хазарски погребения, доказващо различния генетичен произход на средновековните завоеватели – степни номади и покорените от тях племена. Според изследването, извършено на цели геноми на осем мъже и една жена е установено, че произхода им е предимно централноазиатски и сибирски. Данните потвърждават тюркските корени на хазарите, но също така подчертават тяхното етническо разнообразие и известна интеграция със завладяното население. Според авторите хазарският елит е бил съставен от азиатски степни номади, които остават забележително генетично и културно различни от покорените от тях народи. Едно възможно изключение от това наблюдение са прабългарите, които са били асимилирани от хаганата, когато Стара Велика България е завладяна от хазарите. Изследването допуска, че предвид общия тюркски генетичен произход на прабългарите и хазарите, тези етноси може би е трудно да се разграничат както археологически, така и генетично.
През 2020 година излиза генетичен тест на скелет от некропол в Самоводене, датиран от края на 9 век. От него е извлечена Y-хромозомна хаплогрупа, която е разновидност на Q2а. Тя е характерна за кетите в Сибир. Същата ДНК е извлечена и от първия тестван скелет на палеоиндианец в Северна Америка, който е представител на културата Кловис.

## Научни спекулации в България
След 1989 г. и променената политическа доктрина на България, страната обръща гръб на Русия, което стимулира желанието да бъде омаловажен славянският компонент в етногенезиса на българите. Създаденият през 70-те години на 20 век засилен интерес към траките и тракологията затихва. Това създава вакуум, който поражда стремеж да се „реабилитира“ прабългарското наследство, и събужда интереса към прабългаристиката. През този период българският национализъм продължава да се храни от идеите на „възродителния процес“. Антитурската реторика намира израз във възхода на теорията, които оспорва тюркската теза за произхода на прабългарите, поради комплекса от азиатския им произход. Възражда се забравената „иранска“ или „арийска“ теза за тяхното потекло. Засилват се расистките насоки, които пренебрегват факта, че термините „индоевропейски“ и „алтайски“ са предимно лингвистични, като в тях се влагат специфични расови белези. Участници в екзотични екскурзии, маскирани като „научни експедиции“, започват да сеят псевдонаучни абсурди в общественото пространство. В резултат на тези тежнения, в трудовете на някои учени през 21 век, прабългарите се трансформират от малобройна, тюрко-алтайска, степна орда, асимилирана в славянските маси и приела византийската култура, във високоразвити арийци, доминиращи числено и културно над завареното ромейско население и заселилите се преди тях в ранносредновековна Византия славяни. Пренебрегва се фактът, че на над 80% от територията на българското землище, няма некрополи останали от прабългарите, а там където ги има те са оскъдни. Игнорират се и обстоятелствата, че в днешния български език почти липсват прабългарски заемки, а единственият средновековен писмен източник посочващ конкретна бройка за Аспаруховите прабългари, ги описва като 10 000 души. В този контекст през 21 век в България се намесва и генетиката, която постепенно измества физическата антропология, като част от доказателствата за българския етногенезис.
В унисон с тези прабългаристични тенденции, ръководителят на екип от учени, извършващи популационни генетични изследвания, акад. Ангел Гълъбов – експерт по вирусология, дава обширни интервюта в които коментира тези изследвания, в които освен генетични резултати, се интерпретират и исторически факти. Гълъбов твърди, че прабългарите са основна съставна част както на българската народност в Средновековна България, така и на модерната българска нация, като тюркската теория за произхода им трябва да бъде забравена. Според него е грешна тезата за прабългарите като малка номадска орда, като Гълъбов допуска, че техният брой вероятно е бил около 1 млн. души, докато според редица изследователи, броят им е бил едва няколко десетки хиляди. Екипът подкрепя и маргиналната хипотеза за антична Бактрия като прародина на прабългарите, като твърди също, че прабългарският език е спадал към памирското семейство на индоевропейските езици, а днешният български език е свързан тясно с иранските езици. Въпреки съгласието на Гълъбов, че прабългарите не са местни, а идват по тези земи от Централна Азия, той твърди, че генетичните тестове показват, че днешните българи, както и прабългарите са сродни със средиземноморските народи гърци и италианци. Тези факти той обосновава донякъде с големия брой прабългари, които според него били заселени в Средновековието, както на територията на днешна България, така и на териториите на днешните Гърция и Италия. Ненаучни в академичния смисъл са публикациите и авторите, с които екипът генетици обосновава своите твърдения, по спорния въпрос за броя на прабългарите. Това са научнопопулярни публикации и същите не са с генетична или антропологична, а с историографска насоченост. Превратно е и самото тълкуване на цитираните източници. Така например, екипът на Гълъбов цитира книгата на историка проф. Румен Даскалов „Чудният свят на древните българи“, която всъщност е критика, иронизираща подобни странни тези, развивани от други „прабългаристи“. В тази връзка, като обосновка са използвани и някои публикации на Петър Добрев, чиито методи на работа са определяни в научните среди като „свободна интерпретация на извори и паметници“. Въпреки че екипът генетици цитира по този повод и публикацията на историка Божидар Димитров „12-те мита в българската история“, самият той ги обвинява в липса на компетентност по коментираните въпроси. Димитров заявява, че народността не е биологична категория, а историческа, и че българската нация е създадена въз основа на 53 народа, които са се влели в нея.
Във връзка с тезата на екипа, че днешните българи са почти идентични с прабългарите, резултатите за модерната българска популация се екстраполират и към прабългарите, които се обявяват в изследванията за доказани индоевропейци и нетюрки. Представените в съвременните българи източноазиатски и централноазиатски хаплотипи в минимален размер от около 2%, са посочени като безспорно доказателство за нетюркския произход на прабългарите. Впоследствие е проведено и изследване на проби древна ДНК от общо 13 средновековни погребения, като те са взети от 3 отделни некропола в страната. Изследвани са материали от един езически некропол (VIII – IX в.) в североизточна България – край с. Ножарево, Силистренско, в който се предполага, че има основно прабългарски погребения. Прабългарите в този некропол е възможно да са идентифицирани по изкуствената деформация на черепите характерна за тях, тъй като във въпросния некропол, прабългарски вероятно са само част от погребенията. Изследвани са и материали от 2 некропола датирани от периода след покръстването и претопяването на прабългарския етнос (X – XI в.), при които подобна идентификация е практически невъзможна. Такъв е християнският некропол край Голямата базилика в Преслав и християнския некропол в с. Туховища, Гоцеделчевско, който Гълъбов по неясни причини обявява за гробище на Куберови прабългари. Подобни твърдения в региона са правени по политически причини, около възродителния процес, когато е обявен за „открит“ нов подвид на динарската раса, разпространен главно в Родопите, който имал връзка с Куберовите прабългари. При определянето на племенната принадлежност на древните останки се изхожда от презумпцията, че прабългарите са погребвали мъртъвците си, докато славяните са извършвали кремация. Така, всички останки в гробовете са приети за прабългарски.
Методиката на анализите използвана от екипа също е доста спорна. Анализирани са мутациите само на митохондриалната ДНК, като произходът се определя главно по мутациите на мъжкия, а не на женския ген, който дава доста по-оскъдна информация. Автозомен анализ на останките, при който произходът се определя най-точно, също не е правен. От друга страна направеното изследване на мтДНК не е прецизно, като при него е тестван само регионът HVR1 от митохондриалната ДНК, без регионите HVR2 и Coding Region, като така не може да се получат напълно достоверни резултати. Въпреки това, резултатите от 13-те проби, в които по използваната твърде половинчата методика не са установени източноазиатски женски хаплогрупи, са представени като безспорно доказателство за нетюркския произход на прабългарите. На приложената към изследването схема за генетично сходство, анализът поставя мигриралите от Централна Азия прабългари, най-близо до днешните жители на Централна Италия. Това парадоксално разположение поставя въпроса относно възможността останките, от които са извлечени пробите, да не са прабългарски, а на местно население с балкански произход. Поражда се и съмнение, че при определянето на етническата принадлежност на древните останки, се е изхождало от спорната презумпция за техния априорен прабългарски произход, което компрометира изследването. Академикът е обвиняван от колеги в спекулации и във връзка с други негови изследвания.